# Mister Pleasant
Mister Pleasant, alternativt Mr. Pleasant är en poplåt skriven av Ray Davies. Låten utgavs som singel i flera europeiska länder i april 1967, samt i USA i maj 1967 och i Oceanien. Den utgavs däremot inte som a-sida i hemlandet Storbritannien, där den istället var b-sida till den senare singeln "Autumn Almanac". Låttexten som är satirisk handlar om en rik man, kallad Mr. Pleasant, vars fru är otrogen utan att han märker det.
Låten blev en hit i några länder i Mellaneuropa, men nådde bara plats 80 på amerikanska singellistan.

## Listplaceringar
| Lista (1967)  | Position        |
| ------------- | --------------- |
| Australien    | 30 (Go Set)     |
| Danmark       | 3 (DR "Top 20") |
| Flandern      | 4               |
| Kanada        | 79 (RPM)        |
| Nederländerna | 2               |
| USA           | 80              |
| Vallonien     | 12              |
| Västtyskland  | 12              |